# Letitia Stevenson
Letitia Green Stevenson, née le 8 janvier 1843 dans le comté d'Allegheny en Pennsylvanie et morte le 25 décembre 1913 à Bloomington, fut la femme du vice-président des États-Unis Adlai E. Stevenson et donc à ce titre Deuxième dame des États-Unis.

## Biographie
Fille du révérend Lewis Green qui dirigeait le Centre College à Danville dans le Kentucky, elle se maria en 1866. Ses parents s'étaient opposés à son mariage mais son père était mort et sa mère avait déménagé lorsqu'il fut signé. Le couple eut trois filles et un fils — Lewis Stevenson —, qui devint secrétaire d'État de l'Illinois et fut le père d'Adlai Stevenson, gouverneur du même État entre 1949 et 1953 et candidat aux élections présidentielles de 1952 et de 1956 pour le camp démocrate. Leur arrière-petit-fils, Adlai Stevenson III, fut sénateur de l'Illinois au Congrès fédéral de 1970 à 1981 et candidat malheureux au poste de gouverneur de l’Illinois en 1982 et 1986.
Letitia Stevenson souffrait de sévères rhumatismes et de migraines très handicapantes. On parlait d'elle comme d'une « fine observatrice et juge des gens et une charmante hôtesse ». Elle participa à la création de l'organisation des Filles de la Révolution américaine, qui avait pour but d'apaiser les tensions entre le nord et le sud après la guerre de Sécession et succéda à la femme de Benjamin Harrison comme présidente générale de l'association.